# Узунларово
Узунла́рово (баш. Оҙондар) — село в Узунларовском сельсовете Архангельского района Республики Башкортостан России.

## Географическое положение
Расстояние до:
- города Уфы: 110 км,
- районного центра (Архангельское): 21 км,
- ближайшей железнодорожной станции (Приуралье): 25 км,
- ближайшего жд остановочного пункта (44 км): 3 км.

Находится на правом берегу реки Инзер.

## Население
| 2002 | 2009 | 2010 |
| ---- | ---- | ---- |
| 525  | ↘524 | ↘415 |

## Религия
В селе есть мечеть.